# Ricochet: Odražená střela
Ricochet: Odražená střela (v anglickém originále Ricochet) je americký akční film z roku 1991. Režisérem filmu je Russell Mulcahy. Hlavní role ve filmu ztvárnili Denzel Washington, John Lithgow, Ice-T, Kevin Pollak a Lindsay Wagner.

## Obsazení
| Denzel Washington  | Nicholas Styles     |
| John Lithgow       | Earl Talbot Blake   |
| Ice-T              | Odessa              |
| Kevin Pollak       | Larry Doyle         |
| Lindsay Wagner     | Priscilla Brimleigh |
| Josh Evans         | Kim                 |
| Mary Ellen Trainor | Gail Wellans        |
| Victoria Dillard   | Bowman              |
| John Amos          | Reverend Styles     |
| Jesse Ventura      | Chewalski           |